# Acalolepta antenor
Acalolepta antenor är en skalbaggsart som först beskrevs av Newman 1842.  Acalolepta antenor ingår i släktet Acalolepta och familjen långhorningar.
Artens utbredningsområde är Filippinerna. Inga underarter finns listade i Catalogue of Life.